# Darren Ambrose
Darren Paul Ambrose (*Harlow, Inglaterra, 29 de febrero de 1984), futbolista inglés. Juega de delantero y su actual equipo es el Birmingham City FC de la Football League Championship de Inglaterra.

## Selección nacional
Ha sido internacional con la Selección nacional de fútbol de Inglaterra Sub-21.

## Clubes
| Club               | País       | Año       |
| ------------------ | ---------- | --------- |
| Ipswich Town       | Inglaterra | 2001-2003 |
| Newcastle United   | Inglaterra | 2003-2005 |
| Charlton Athletic  | Inglaterra | 2005-2008 |
| Ipswich Town       | Inglaterra | 2008      |
| Charlton Athletic  | Inglaterra | 2009      |
| Crystal Palace FC  | Inglaterra | 2009-2012 |
| Birmingham City FC | Inglaterra | 2012-     |